# Ogawa Usen

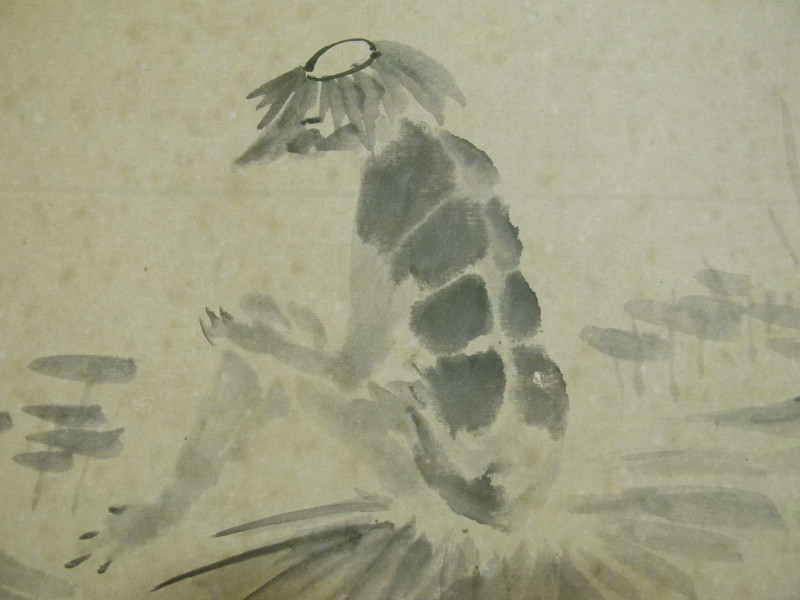
Ogawa Usen: Kappa

Ogawa Usen (japanisch 小川 芋銭, eigentlicher Vorname: Mokichi (茂吉), weiterer Künstlername: Tengyorō (天魚楼); geb. 11. März 1868 in Edo (heute: Tokio); gest. 17. Dezember 1938) war ein japanischer Maler der Nihonga-Richtung der Taishō- und Shōwa-Zeit.

## Leben und Werk
Ogawa Usen studierte als Jugendlicher Malerei im westlichen Stil unter Honda Kinkichirō (本多 錦吉郎; 1851–1921) und dann unter Kaji Tameya. Ab 1888 arbeitete er für die Zeitung Chōya Shimbun, für die er eine Reihe von Zeichnungen anfertigte. 1893 zog er an den Ushiku-See (牛久湖 Ushiko-ko) in der Präfektur Ibaraki, in die Gegend, aus der seine Familie stammte. Dort beschäftigte er sich mit Landwirtschaft und fertigte daneben Zeichnungen an, die das ländliche Leben darstellten. Diese wurden von der Heimin Shimbun, Yomiuri Shimbun und dem Haiku-Magazin Hototogisu (杜鵑, „Der Gackelkuckuck“) publiziert. 1915 schloss er sich mit Hirafuku Hyakusui, Kawabata Ryūshi und anderen zusammen zur „Korallen-Gesellschaft“ (珊瑚会 Sango-kai).
1917 sah Ogawa eine Ausstellung chinesischer und japanischer Malerei im Nanga-Stil, die ihn tief beeindruckte. So begann auch er auf diese Weise zu malen, die unter den japanischen Gebildeten so populär war. In dieser Zeit, in der er sich von der gewöhnlichen Welt entfernte, machte er die Bekanntschaft mit Yokoyama Taikan, der ihn mit seinen Freunden zusammenbrachte, die die Arbeit des einstigen Nihon Bijutsuin fortsetzten. Dort stellte er leicht getönte Aquarelle aus, die Landschaften und Gewässer andeuteten, in denen sich oft die sogenannten Kappa und andere Wassergeister aufhielten. Trotz seiner offensichtlichen Liebe zu Fabelwesen, die er in lockerer Weise ausführte, gestaltete er auch sorgfältig komponierte Landschaften.
Bedeutende Werke Ogawas sind „Unterhaltung von steinernen Statue unter den Bäumen“ (樹下石人団 Juka sekijin-dan; 1919), „Wassergeister beim Spielen“ (水魅戯 Suimi tawamuru; 1923), „Abendruhe“ (夕凪 Yūnagi; 1924) und „Meeresinsel im Herbststurm“ (海島秋来 Kaitō shūrai; 1932).

## Bilder

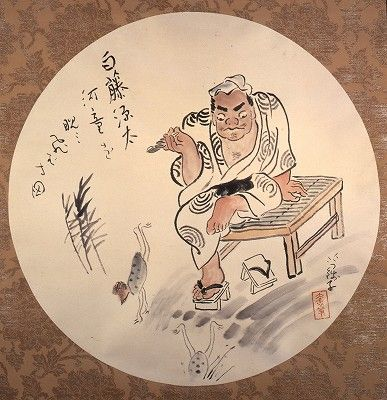
Freund Shirafuji
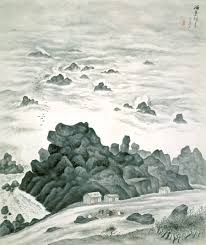
„Meeresinsel im Herbststurm“
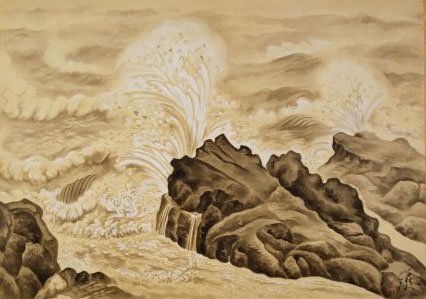
Brandung
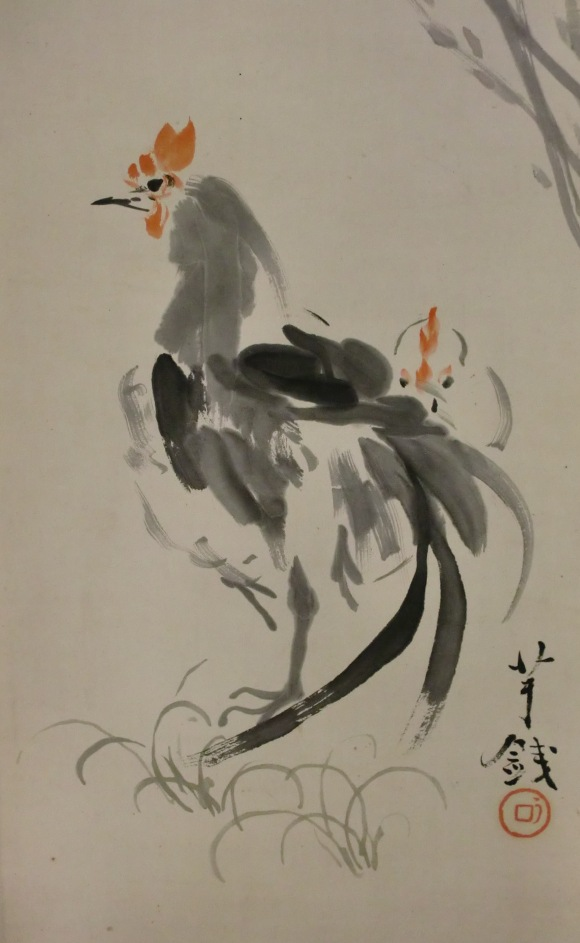
Huhn
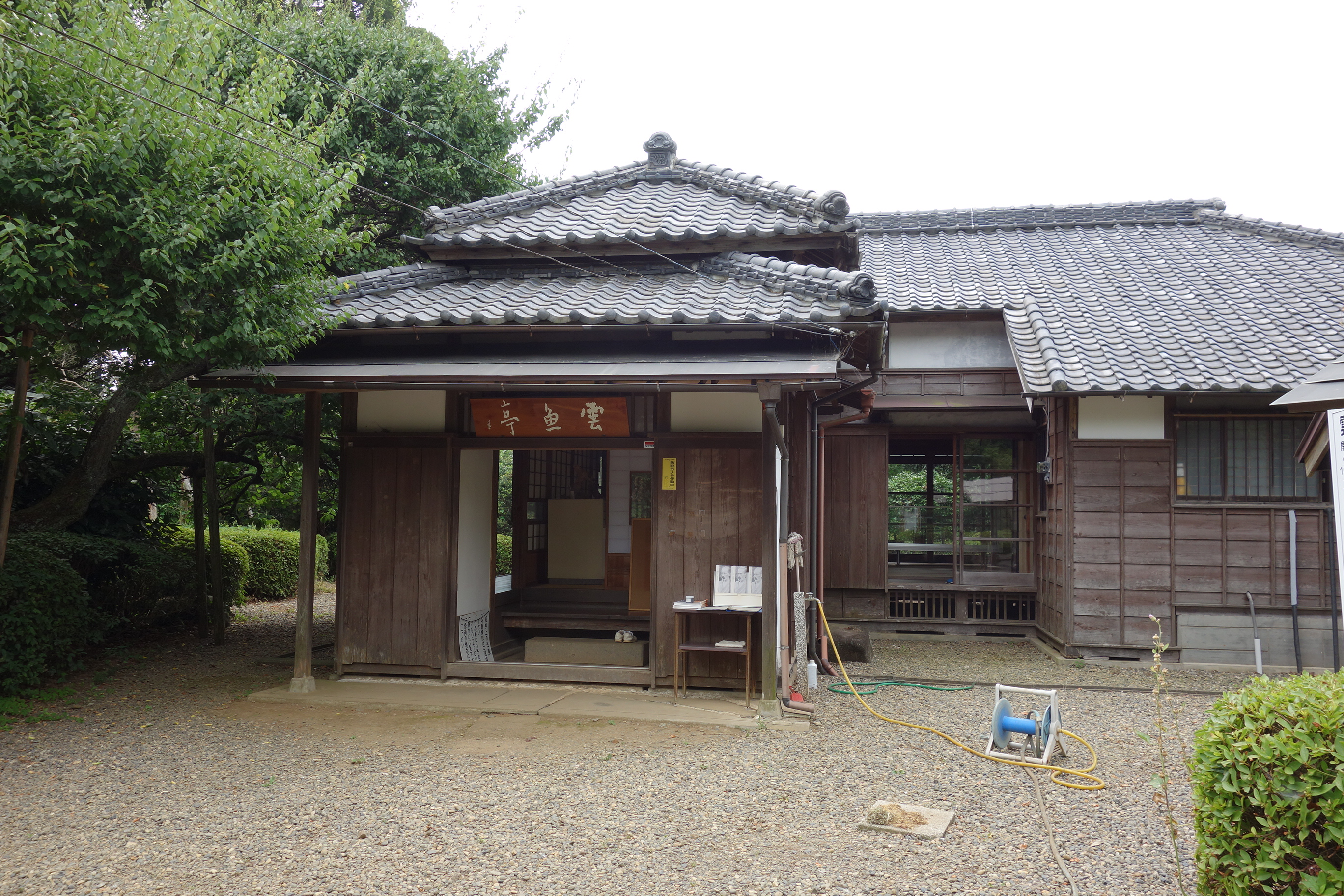
Ogawa-Gedächtnishaus (ehemaliges Atelier)
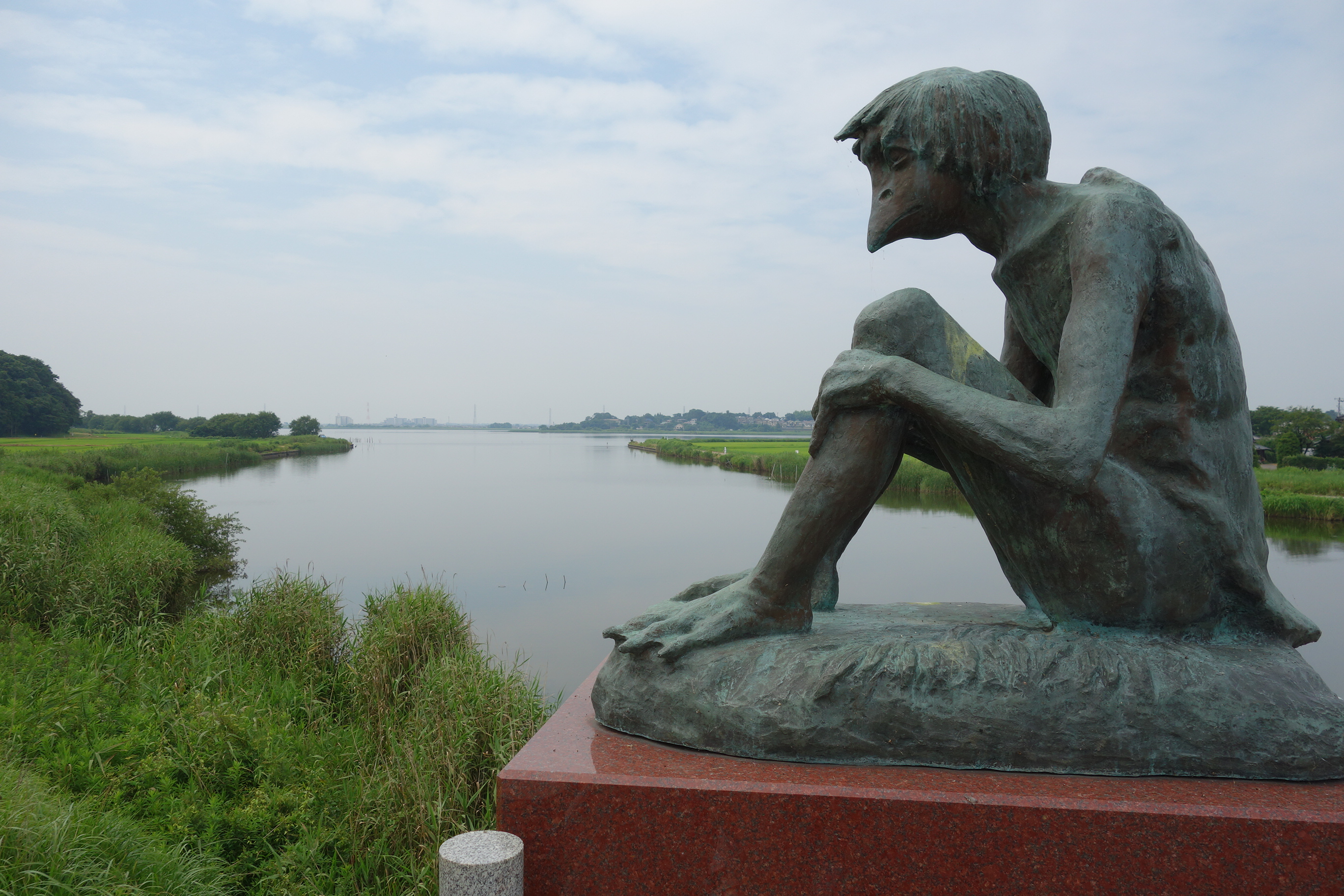
Kappa